# Mas de Rata (Santa Bàrbara)
El Mas de Rata és una obra de Santa Bàrbara (Montsià) inclosa a l'Inventari del Patrimoni Arquitectònic de Catalunya.

## Descripció
Mas de planta baixa, un pis i golfes d'un cos principal destinat a habitatge i activitats agrícoles, cobert amb teula a dues aigües. La façana principal està orientada a migdia, i presenta, a la planta baixa, dos accessos principals amb llinda i laterals de pedra. A la primera planta hi ha diverses obertures sobre les que destaca un balcó amb voladís de llosa de pedra. Les golfes tenen obertures de ventilació.
Al voltant del cos principal hi ha diverses edificacions vinculades a l'explotació: paridores, magatzems, etc., adossades a la façana sud i nord, si bé actualment es troben pràcticament en ruïna.

## Història
Presenta les característiques típiques dels primers masos al voltant dels quals es va originar el nucli de santa Bàrbara.
Tot i tractar-se d'un mas de certa entitat i amb bones comunicacions, és un exemple clar de com les normatives urbanístiques han obligat l'abandó.